# Hall (cráter)

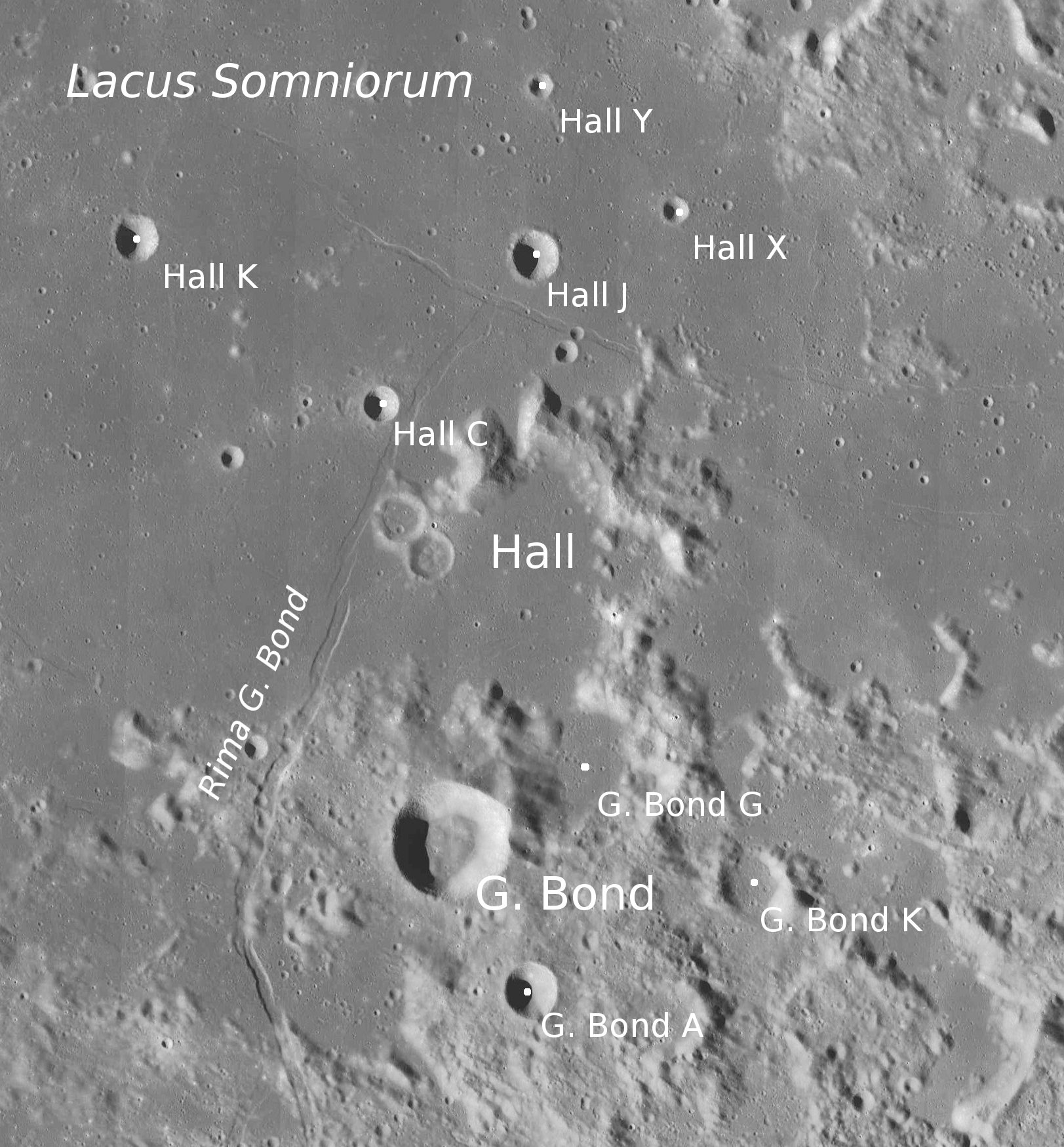
Localización de Hall. Fotografía de la misión
Lunar Reconnaissance Orbiter

Hall es un cráter de impacto denominado en honor del astrónomo estadounidense Asaph Hall, que se encuentra en la parte sureste del Lacus Somniorum, un mar lunar situado en la parte noreste de la Luna. Aparece al este de la llanura de pared prominente del cráter Posidonius. Apenas al sur, y casi unido al borde meridional se halla el cráter más pequeño G. Bond.
Esta formación de cráteres ha sido significativamente erosionada por impactos más pequeños alrededor del borde exterior, dejando una pared que muestra profundas incisiones. Presenta un hueco en el borde occidental a través del que el interior del cráter fue inundado por capas de lava basáltica procedente del mar lunar contiguo. Así, todo lo que queda del cráter original es una formación irregular en forma de media luna en el borde meridional del Lacus Somniorum. El borde sur está unido al terreno del mare, con el cráter satélite irregular Hall Gtangente por el lado suroriental.
Atravesando el sector desaparecido del cráter se halla la grieta denominada Rima G. Bond (que toma su nombre del cercano cráter), una amplia hendidura en la superficie del mare. Tiene su inicio al norte de Hall con rumbo sur-sudoeste, inclinándose gradualmente de nuevo al sur-sureste. Pasa a través de una sección de terreno elevado a lo largo del borde meridional del mare, y mediante esta subida se une al borde meridional de Hall y rodea a G. Bond.

## Cráteres satélite
Por convención estas características se identifican en los mapas lunares colocando la letra en el lado del punto medio del cráter que es el más cercano a Hall.
|      | \| Hall \| Coordenadas \| Diámetro \| \| ---- \| ---------------------------- \| -------- \| \| C \| 34°42′N 35°48′E / 34.7, 35.8 \| 6 km \| \| J \| 35°24′N 36°54′E / 35.4, 36.9 \| 8 km \| \| K \| 35°30′N 34°12′E / 35.5, 34.2 \| 8 km \| \| X \| 35°42′N 37°48′E / 35.7, 37.8 \| 4 km \| \| Y \| 36°24′N 36°54′E / 36.4, 36.9 \| 4 km \| |          |
| Hall | Coordenadas | Diámetro |
| C    | 34°42′N 35°48′E / 34.7, 35.8 | 6 km     |
| J    | 35°24′N 36°54′E / 35.4, 36.9 | 8 km     |
| K    | 35°30′N 34°12′E / 35.5, 34.2 | 8 km     |
| X    | 35°42′N 37°48′E / 35.7, 37.8 | 4 km     |
| Y    | 36°24′N 36°54′E / 36.4, 36.9 | 4 km     |